# Notre-Dame-de-l’Assomption (Neuchâtel)

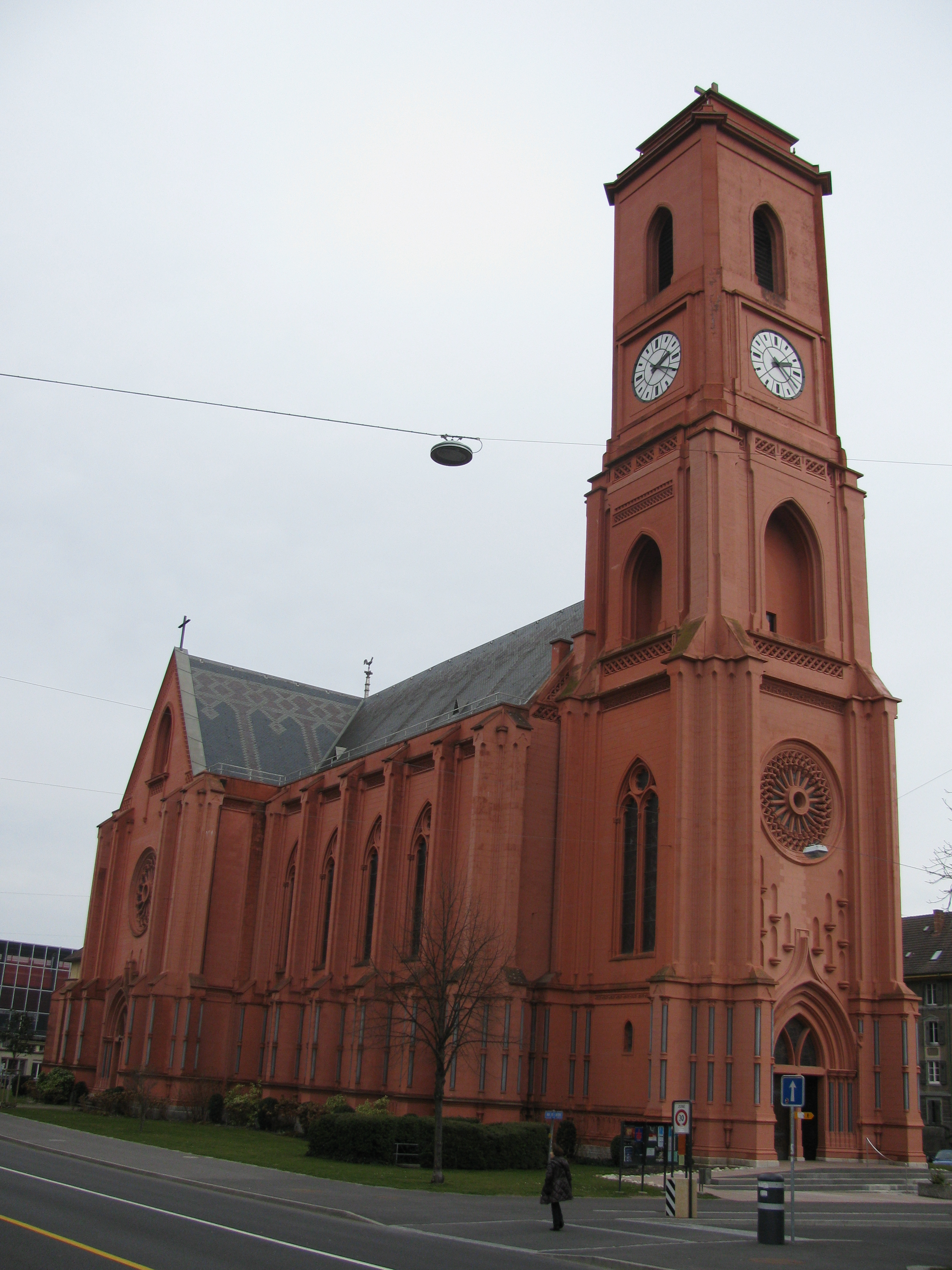
Basilika Mariä Himmelfahrt (2009)

Die katholische Kirche Notre-Dame de l’Assomption (Mariä Himmelfahrt), auch „Rote Kirche“ genannt, im schweizerischen Neuenburg wurde von Katholiken im reformierten Kanton Neuenburg erbaut. Sie ist der wichtigste geistliche Ort für Katholiken in der Kantonshauptstadt. Die im Bistum Lausanne, Genf und Freiburg liegende neugotische Kirche wurde von Guillaume Ritter geplant und am 25. März 1906 geweiht. Nach der großen Renovierung zwischen 1984 und 2000 wurde sie 1986 als nationales Denkmal anerkannt und 2007 von Papst Benedikt XVI. zur Basilica minor erhoben.
Sie ist nicht nur das katholische Pfarrzentrum für 62.000 Neuenburger Katholiken, sondern auch die bedeutendste Wallfahrtskirche des Kantons. Der Schweizer Theologe und Mystiker Maurice Zundel liegt in der Kirche begraben.
Der Innenraum ist dreischiffig und mit mehrfarbiger Malerei versehen. Neben großen Kreuzwegstationen, fünf Chorfenstern und einer großen Rosette findet sich hier ein Gewölbe, das als nächtlicher Himmel mit fast 10.000 Sternen gestaltet wurde.